# معماری مودخار در آراگون
معماری مودِخار آراگون (اسپانیایی: Arquitectura mudéjar de Aragón‎) یک روند زیبایی‌شناسی در سبک مودخار در آراگون، اسپانیا است و برخی از ساختمان‌های نماینده آن توسط یونسکو به عنوان میراث جهانی به رسمیت شناخته شده‌اند.
تقویم زمانی معماری مودِخار آراگونی از قرن ۱۲ تا قرن ۱۷ میلادی را در بر می‌گیرد و شامل بیش از صد بنای معماری است که عمدتاً در دره‌های ایبرو، جالون و جیلوکا واقع شده‌اند.
نخستین تجلیات مودِخار آراگونی دارای دو منبع هستند: از یک سو، معماری کاخ‌نشین مرتبط با سلطنت که کاخ الژافریا را گسترش می‌دهد و سنت تزئینات اسلامی را حفظ می‌کند، و از سوی دیگر، سنتی که معماری رمانسک را با استفاده از آجر به جای سنگ‌چینی توسعه می‌دهد و اغلب الگوهای تزئینی ریشه‌دار در فرهنگ هیسپانیک را به نمایش می‌گذارد. نمونه‌های این نوع معماری مودِخار را می‌توان در کلیساهای داروکا مشاهده کرد که در ابتدا با سنگ ساخته شده‌اند و در قرن ۱۳ با پانل‌های آجری مودِخار تکمیل شده‌اند.